# Eel Ground 2
Eel Ground 2 är ett reservat i Kanada.   Det ligger i provinsen New Brunswick, i den östra delen av landet, 800 km öster om huvudstaden Ottawa.
I omgivningarna runt Eel Ground 2 växer i huvudsak blandskog. Runt Eel Ground 2 är det ganska glesbefolkat, med 43 invånare per kvadratkilometer.